# هام هارمون
هام هارمون (بالإنجليزية: Ham Harmon)‏ (2 أبريل 1913 في الولايات المتحدة - 1997 في الولايات المتحدة) هو لاعب كرة قدم أمريكية ولاعب كرة قدم أمريكي في مركز مركز ‏. لعب مع أريزونا كاردينالز.

## وصلات خارجية
- هام هارمون على موقع مرجع كرة القدم المحترفة.كوم (الإنجليزية)